# Huanchaco
Huanchaco è una città, capoluogo dell'omonimo distretto, in Perù. È famosa per i Caballito de totora, imbarcazioni tipiche, è vicina alle rovine di Chan Chan  ed è anche famosa per il surf.

## Storia

### Epoca pre-colombiana
Come già detto, vicino a Huanchaco, sorge la città di Chan Chan, costriuita tra l'850 e il 1470, è stata capitale del Regno di Chimor e dopo la conquista da parte di Mochica e poi degli Inca rimase sempre un porto importante, come riportato da Garcilaso de la Vega uno scrittore inca.
Nel 2011 degli scavi hanno rivelato il più grande sacrificio di massa di bambini con più di 140 scheletri di bambini e 200 di lama risalenti alla Civiltà Chimú.

### Epoca coloniale
Nel 1534 l'area fu conquistata dall'impero spagnolo e la città fu fondata nel 1535 dal frate francescano Alonso di Escarcena e Juan de Barbaran.
Dopo la città diventò il porto della vicina città di Trujilo ma il porto chiuse nel 1870. Alla fine dell'800' il molo fu ricostruito per esportare zucchero dalla vicina valle di Chicama una delle più importanti aree di produzione di zucchero del Perù.

## Attrazioni

### Spiaggia
La spiaggia di Huanchaco è famosa tra i surfisti e dal 2013 è protetta dalla World Surfing Reserve, un'organizzazione che preserva i luoghi importanti per il surf nel mondo.
Poi ci sono anche i Caballitos de totora imbarcazioni di totora e sono usate dai pescatori. Chiamati così per il modo in cui vengono cavalcati, a cavalcioni, i pescatori li usano per trasportare le loro reti e raccogliere i pesci nella loro cavità interna.

### Le paludi
A nord della città ci sono le paludi di Huanchaco, da qui si ricava la canna con cui sono fatti i Caballitos de totora, la totora (Schoenoplectus californicus) che usavano anche le popolazioni pre-colombiane cioè i Chimor e i Mochica.

## Amministrazione

### Gemellaggi
La città è gemellata con:
- Santa Giusta

## Galleria d'immagini

Stemma di Huanchaco
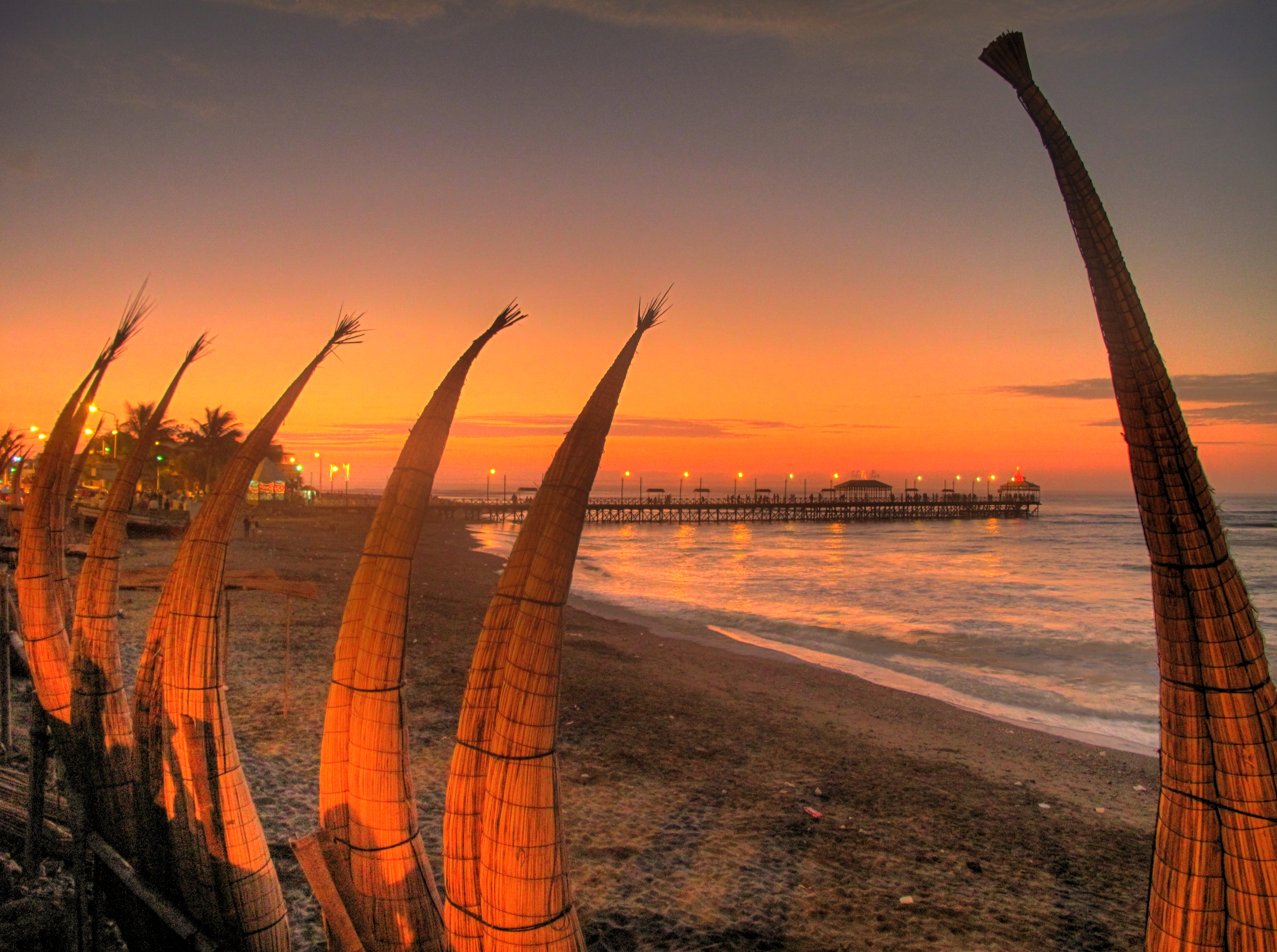
Caballitos de totora sulla spiaggia
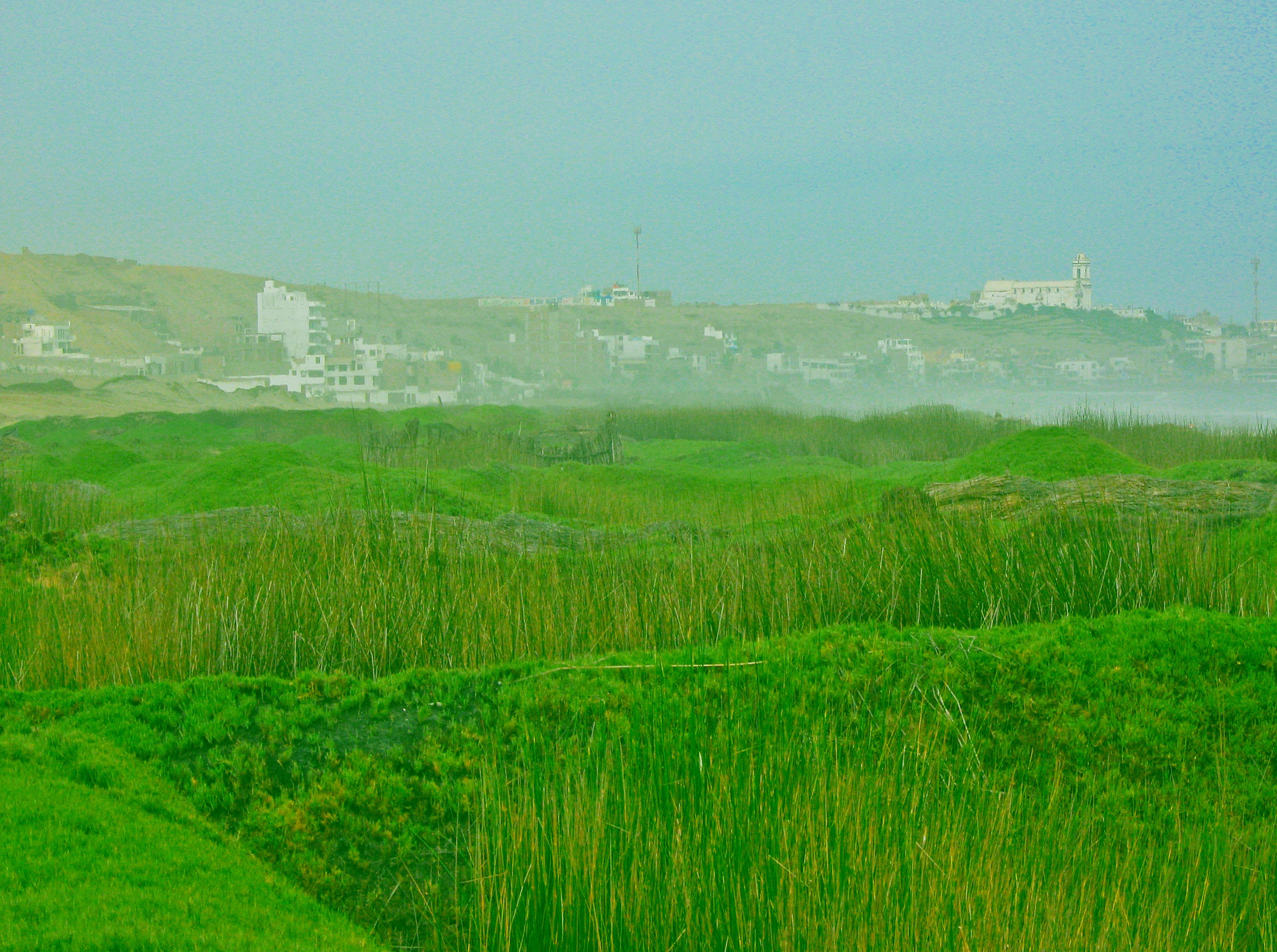
Le paludi